# 竹田えり
竹田 えり（たけだ えり、3月24日 - ）は、日本の作曲家、編曲家、俳優、声優、歌手。

## 来歴
兵庫県西宮市甲子園出身。
京都女子高等学校在学時に作詞・作曲した「海のおくりもの」が、NHKの『あなたのメロディー』で年間優秀賞に選ばれる。この曲は沖縄国際海洋博覧会のイメージソングにも採用され、やまがたすみこの歌唱でレコード化されている。
国立音楽大学教育（リトミック）科への進学後、劇団カチューシャのミュージカルで初舞台を踏む。その後はミュージカル女優を続けながら、NHKのうたのおねえさん、テレビアニメ主題歌の歌手、ワイドショーの芸能リポーターなども経験する。
以前はNPSテアトル、81プロデュースに所属していた。
1988年、田中真弓、永井寛孝と共に劇団『おっ、ぺれった』を結成。主に音楽を担当。
2012年、田中真弓、伊倉一恵、高乃麗と共に演劇ユニット『コーネンキーズ』を結成した。

## 人物
パソコン通信の頃からの熱心なネットユーザーの顔を持つ。

## 出演

### テレビ番組
- うたって・ゴー（1982年 - 1984年、NHK教育テレビ） - うたのおねえさん
- ルックルックこんにちは（日本テレビ） - リポーター
- 生活百科（フジテレビ） - リポーター
- ひとりでできるもん!（NHK教育テレビ） - 内藤さんの奥さん 役
- すくすく赤ちゃん（NHK教育テレビ） - 再現ドラマおかあさん 役

### ラジオ番組
- スターチャイルドステーション（栃木放送・ラジオ関西） - パーソナリティ

### テレビアニメ
- 超時空要塞マクロス（1982年） - ミリア・ファリーナ（ミリア・ファリーナ・ジーナス） 役
- マクロス7（1994年） - ミリア・ファリーナ・ジーナス 役[5]
- 美少女戦士セーラームーンSuperS（1995年） - 森野先生 役
- 超魔神英雄伝ワタル（1998年） - ステラ 役

### OVA
- MASTERキートン 第34話（2000年） - キャロル 役

### 劇場アニメ
- 超時空要塞マクロス 愛・おぼえていますか（1984年） - ミリア639 役

### ゲーム
- スーパーロボット大戦シリーズ - ミリア639 / ミリア・ファリーナ・ジーナス 役
  - スーパーロボット大戦α（2000年）
  - スーパーロボット大戦α外伝（2001年）
  - スーパーロボット大戦α for Dreamcast（2001年）
  - 第3次スーパーロボット大戦α 終焉の銀河へ（2005年）
  - スーパーロボット大戦Scramble Commander the 2nd（2007年）
- マクロスシリーズ - ミリア・ファリーナ / ミリア639 / ミリア・ファリーナ・ジーナス 役
  - マクロスエースフロンティア（2008年）
  - マクロスアルティメットフロンティア（2009年）
  - マクロストライアングルフロンティア（2011年）
  - マクロス30 銀河を繋ぐ歌声（2013年[6]）
  - 歌マクロス スマホDeカルチャー（2018年）

## 舞台
- コーネンキーズ 第1回公演 巣鴨地蔵通り商店街 喫茶「若草」物語（2012年4月25日 - 30日）
- おっ、ぺれった35周年公演「ハードボイルド母ちゃん」（2024年3月7日 - 10日）[7]

## 音楽
- 星の子守歌（テレビアニメ『家族ロビンソン漂流記 ふしぎな島のフローネ』（1981年）、挿入歌）
- クオレ物語／白い日記（テレビアニメ『愛の学校クオレ物語』（1981年）、オープニング／エンディング曲）
- 美しさは罪（テレビアニメ『パタリロ!』（1982年 - 1983年、エンディング曲）
- ミリアのララバイ（テレビアニメ『超時空要塞マクロス』（1982年 - 1983年）、挿入歌）
- マルマンストアの歌（テレビアニメ『赤ちゃんと僕』（1996年 - 1997年、挿入歌）
- みんないっしょに（サンリオキャラクター『パティ&ジミー』 イメージソング）
- CM「手間なしブライト」
- CM「バーミヤン」
- CM「メリーズ」
- CM「首都高速」

## 楽曲提供
- キティパラオールスターズ 「みらいへの宝箱」（作曲、『サンリオアニメ世界名作劇場』 DVDオープニングテーマ）
- レモンエンジェル 「カラフルパラダイス」（作詞）、「青いみるく〜レモンエンジェルのテーマ〜」（作曲）
- おジャ魔女どれみ♯ 「ルピナスの子守歌」（作曲）
- 林原めぐみ 「トワイエ」（作曲）
- 高橋洋子 「こっちをむいてチャーミー」（作曲）、「魂と呼ぶもの」（作曲）